# Eublepharis
Genre
Eublepharis est un genre de gecko de la famille des Eublepharidae. Les espèces de ce genre sont parfois appelées Geckos à paupières

## Répartition
Les six espèces de ce genre se rencontrent au Moyen-Orient et en Asie du Sud.

## Description
Ce sont des geckos terrestres et nocturnes.
Comme leur nom de geckos à paupières l'indique, ils possèdent des paupières mobiles, à l'inverse des autres geckos qui, comme les serpents, ont une écaille transparente sur l'œil.
Les espèces de ce genre ne possèdent pas de setae, des micro-poils sur les doigts permettant de grimper sur des parois quasiment lisses. 
Ces geckos possèdent une queue volumineuse qui se détachera en cas de stresses .  

## Liste des espèces
Selon The Reptile Database (29 mars 2015) :
- Eublepharis angramainyu Anderson & Leviton, 1966
- Eublepharis fuscus Börner, 1974
- Eublepharis hardwickii Gray, 1827
- Eublepharis macularius (Blyth, 1854) - Gecko léopard
- Eublepharis satpuraensis Mirza, Sanap, Raju, Gawai & Ghadekar, 2014
- Eublepharis turcmenicus Darevsky, 1977

## Publication originale
- Gray, 1827 : A Synopsis of the Genera of Saurian Reptiles in which some new Genera are indicated, and the others reviewed by actual Examination. The Philosophical Magazine or Annals of Chemistry, Mathematics, Astronomy, Natural History and General Science, vol. 2, no 7, p. 54-58 (texte intégral).